# Жалованная грамота
Жа́лованная гра́мота — тип правовых актов в средневековой Европе и России, предоставлявших дворянам, церквям, монастырям и различным корпорациям, учреждениям и частным лицам определённые льготы и преимущества.
По предмету пожалования жалованные грамоты делятся на:
1. вотчинные
2. вотчинно-льготные, в которых монастырю передаётся имение и определяются льготы проживающих на его территории
3. льготные
4. освобождающие, в которых светская власть разрешала монастырям приобрести какую-либо недвижимость
5. собственно жалованные, имеющие вид гражданских сделок помещика с монастырём
6. подтверждающие
7. жалованные, имеющие форму административных распоряжений феодала и приближающиеся к указным.

Существенная черта всех жалованных грамот заключается в предоставлении ими учреждениям или лицам исключительных прав не в силу принадлежности их к государственным структурам, а в силу пожалования, в силу милости государя.
Древнейшая жалованная грамота дана Иваном Калитой — между 1328 и 1340 годами. В XIV и XV веках в форме жалованных грамот выражалась право дворян на земли, получаемое в зависимости от службы.
Давид Мейчик подразделял их на два главных типа: чистый и смешанный. К первому относились все виды грамот, которыми передавались какое-либо имущество, права, льготы или целая совокупность однородных предметов, ко второму — грамоты, в которых совмещены разнородные понятия (например, передача имущества, а также изъятия из общего порядка суда и управления) или лишь одни льготы, но разнородного свойства.
В последней четверти XVII века был выпущен целый ряд жалованных грамот, которыми утверждались разные льготы за слободскими жителями, селившимися в слободах по левому берегу Днепра и его притокам до Дона. Из жалованных грамот XVIII века особенно известны Жалованная грамота Екатерины II дворянству и Жалованная грамота городам (обе - 1785 года).